# 실로미트 말카
실로미트 말카(히브리어: שלומית מלכה, 영어: Shlomit Malka, 1993년 12월 23일 ~ )는 이스라엘의 모델로, 실로 말카(Shiloh Malka)라고도 불린다.
레호보트 출신으로, 모로코계와 우크라이나계 유대인 부모 사이에서 태어났다. 이스라엘 방위군에서 강사로 근무하던 도중 모델로 발탁되었다.